# خلیفه ایستاده

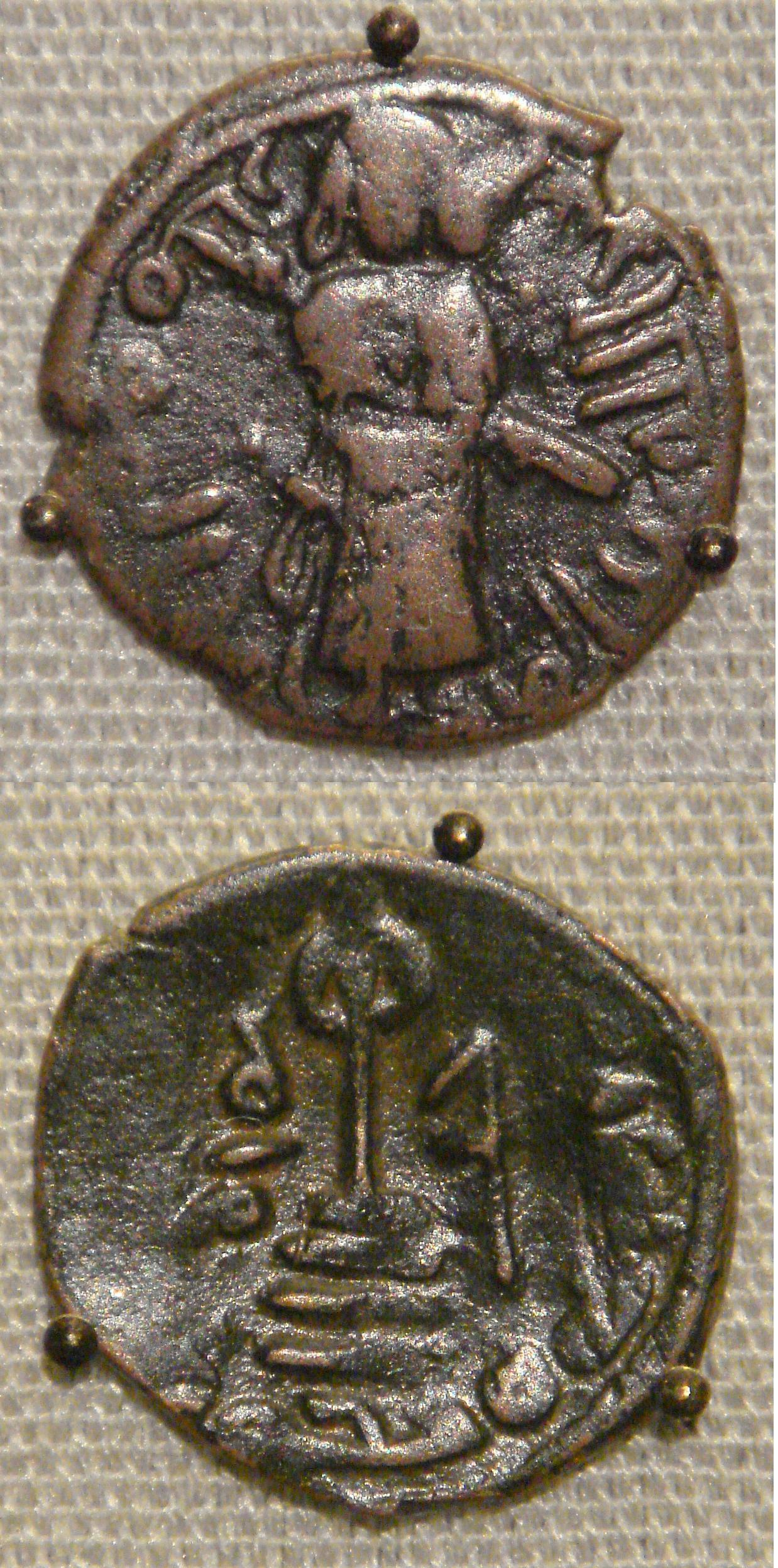
فلوس ضرب حلب با نقش خلیفه ایستاده

اصطلاح خلیفه ایستاده اشاره به گونه‌ای از شمایل‌نگاری آزمایشی در سکه‌های دوره عبدالملک بن مروان، پنجمین خلیفه اموی است که برای مدت کوتاهی میان سال‌های ۷۲ تا ۷۷ هجری قمری (۶۹۲ تا ۶۹۷ میلادی) کاربرد داشت. از این سکه‌ها به‌عنوان قدیمی‌ترین سکه‌های حقیقی اسلامی یاد می‌کنند؛ چراکه تا پیش از این تاریخ، مسلمانان از سکه‌های نقره ساسانی (سکه‌های عربی-ساسانی) و سکه‌های طلا و مس بیزانسی برای رفع نیازهای اقتصادی خود استفاده می‌کردند. سکه‌های خلیفه ایستاده و تعدادی سکه دیگر که عناصری از سکه‌های بیزانسی دارند را با نام سکه‌های عربی-بیزانسی نیز می‌شناسند.
گفته می‌شود که ضرب تصویر خلیفه ایستاده بر سکه‌ها در پاسخ به ضرب سکه جدیدی از سوی امپراتور ژوستینین دوم صورت گرفت. سکه‌ای که بر یک سوی آن نقشی از عیسی مسیح و در سوی دیگرش نقشی از امپراتور با صلیبی در دست قرار داشت. احتمالاً ضرب این سکه جدید در پاسخ به ضرب یک نسخه اصلاحی سولیدوس توسط خلیفه اموی، که مزین به شهادتین بود صورت گرفت.
تا اواخر سده هفتم میلادی، سکه‌ها در سرزمین‌های سابق امپراتوری بیزانس از همان سکه‌های بیزانسی اقتباس می‌شدند. ضرب تصویر خلیفه ایستاده گامی در جهت اسلامی سازی سکه‌های بیزانسی بود.
تنها چند سال پس انتشار نخستین سری از سکه‌های خلیفه ایستاده، تولید این سکه‌ها به نفع گونه جدیدی از سکه‌های اسلامی که بدون نقش و تنها دارای کتیبه‌هایی به عربی بودند متوقف شد. حذف نقوش احتمالاً با مسئله ناپسندی صورت‌گری در اسلام مرتبط بود. بدین‌گونه سنت منقوش‌سازی سکه‌ها به چهره فرمانروا، که از زمان اسکندر مقدونی در سراسر خاورمیانه معمول بود پایان یافت و جای آن را سنت جدیدی برپایه نمایش اقتدار حاکمیت نوپای اسلامی از طریق ثبت کتیبه‌هایی با محتوای دینی گرفت.

## ویژگی‌ها
مشخصه بارز سکه‌های خلیفه ایستاده، وجود نقشی از یک مرد عرب ریش‌دار با پوششی شامل چفیه و ردا است که همراه خود تازیانه و شمشیری غلاف‌دار دارد. بیشتر پژوهشگران باور دارند که این نقش، شمایلی از خلیفه اموی است. وجود تندیسی گچی از درگاه ورودی حمام کاخ هشام با مردی ایستاده بر دو شیر که ژست و ویژگی‌های فیزیکی مشابه‌ای با نقش خلیفه ایستاده دارد، احتمال وجود پیوند میان نقش سکه‌ها و خلیفه اموی را بیشتر می‌کند. بااین‌حال بنابر نظر مورخی به نام رابرت جی. هویلند، با درنظرگرفتن نوعی رابطه هماوردی میان سکه‌های خلیفه ایستاده و سکه‌های بیزانسی منقوش به تصویر مسیح، تصویر خلیفه ایستاده در اصل شمایلی نمادین از پیامبر اسلام است. شواهد قطعی برای اثبات این ادعا وجود ندارد، اما در صورت درستی، می‌توان آن را نشانه تأثیرپذیری مسلمانان از ادیان دیگر در زمینه کشیدن شمایل پیشوایان دینی دانست.
پشت بیشتر این سکه‌ها، نقش چند ردیف پله قرار دارد که به میله‌ای با یک گوی در انتهای میله ختم می‌شوند. این نماد را می‌توان نسخه اصلاحی نقش صلیب در سکه‌های بیزانسی و همچنین نشانه تأکید بر توحید اسلامی در برابر تثلیث مسیحی دانست.
نوشته‌های عربی به خط کوفی در این سکه‌ها، شامل شعارهای دینی مانند «لا اله الا الله محمد رسول‌الله» می‌شدند. برخی نیز به‌مانند «العبدالله عبدالملک امیرالمؤمنین»، جایگاه و اقتدار دینی خلیفه را می‌رساندند.
در درهم ویژه‌ای به سال ۷۵ قمری (۶۹۵ میلادی) که ترکیب عناصر عربی، ساسانی و بیزانسی است، روی سکه نیم‌تنه خسرو پرویز قرار دارد، درحالی‌که خط پهلوی در این سکه با خط کوفی جایگزین شده و عبارت «ضرب فی سنه خمس و سبعین» در پیرامون چهره پادشاه ساسانی حک شده‌است. پشت سکه، نقش خلیفه ایستاده جایگزین نقش آتشدان زرتشتی و خادمانش شده و عنوان‌های «امیرالمؤمنین» و «خلیفه‌الله» در پیرامون پیکر وی حک شده‌است.

## ضرابخانه‌ها
هفده مکان به‌عنوان ضرابخانه‌های این سکه‌ها شناسایی شده‌است. سکه‌های طلا بدون نشان یا نام محل ضرب هستند، ولی ضرب آن‌ها احتمالاً تنها در دمشق صورت می‌گرفت. ضرابخانه‌های سکه‌های مس نیز در شهرهایی چون دمشق، حلب، حمص، رها، حران، امان و ایلیا (اورشلیم) قرار داشتند.
دینارهای طلا بین ۴ تا ۴٫۵ گرم وزن داشتند. پس از تغییر استاندارد دینار طلا به نمونه کتیبه‌ای، وزن سکه‌ها به ۴٫۲۵ گرم تقلیل یافت و برای قرن‌ها به‌عنوان استاندارد سکه‌های طلای اسلامی ثابت ماند. میانگین وزنی سکه‌های مس حدود ۳ گرم بود.

## نگارخانه

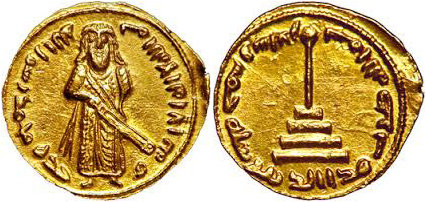
دینار طلا با نقش خلیفه ایستاده
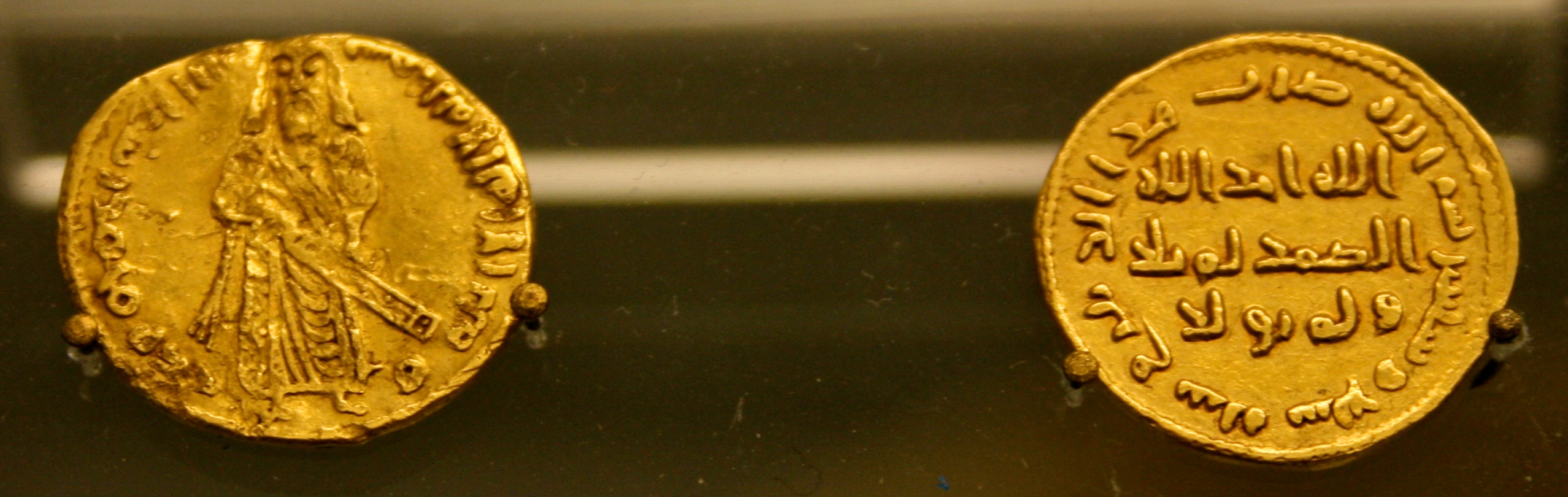
دو دینار طلا از دوره خلافت عبدالملک بن مروان، یکی با نقش خلیفه ایستاده و دیگری بدون نقش
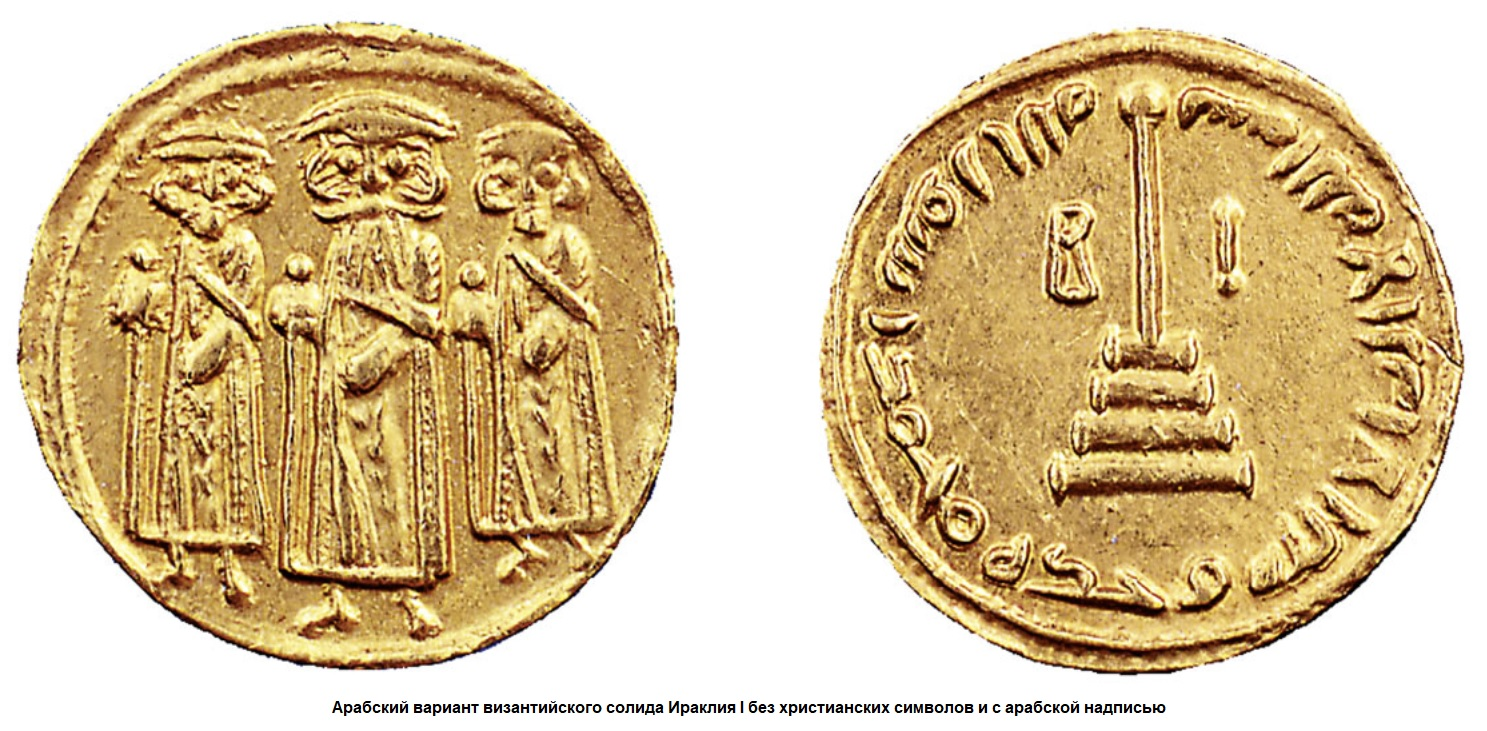
نسخه متأخر سولیدوس‌های عربی-بیزانسی که بر آن متن شهادتین حک شده‌است. این سکه با تاریخ احتمالی ۶۹۲ میلادی، به تعبیری نخستین دینار اسلامی محسوب می‌شود.
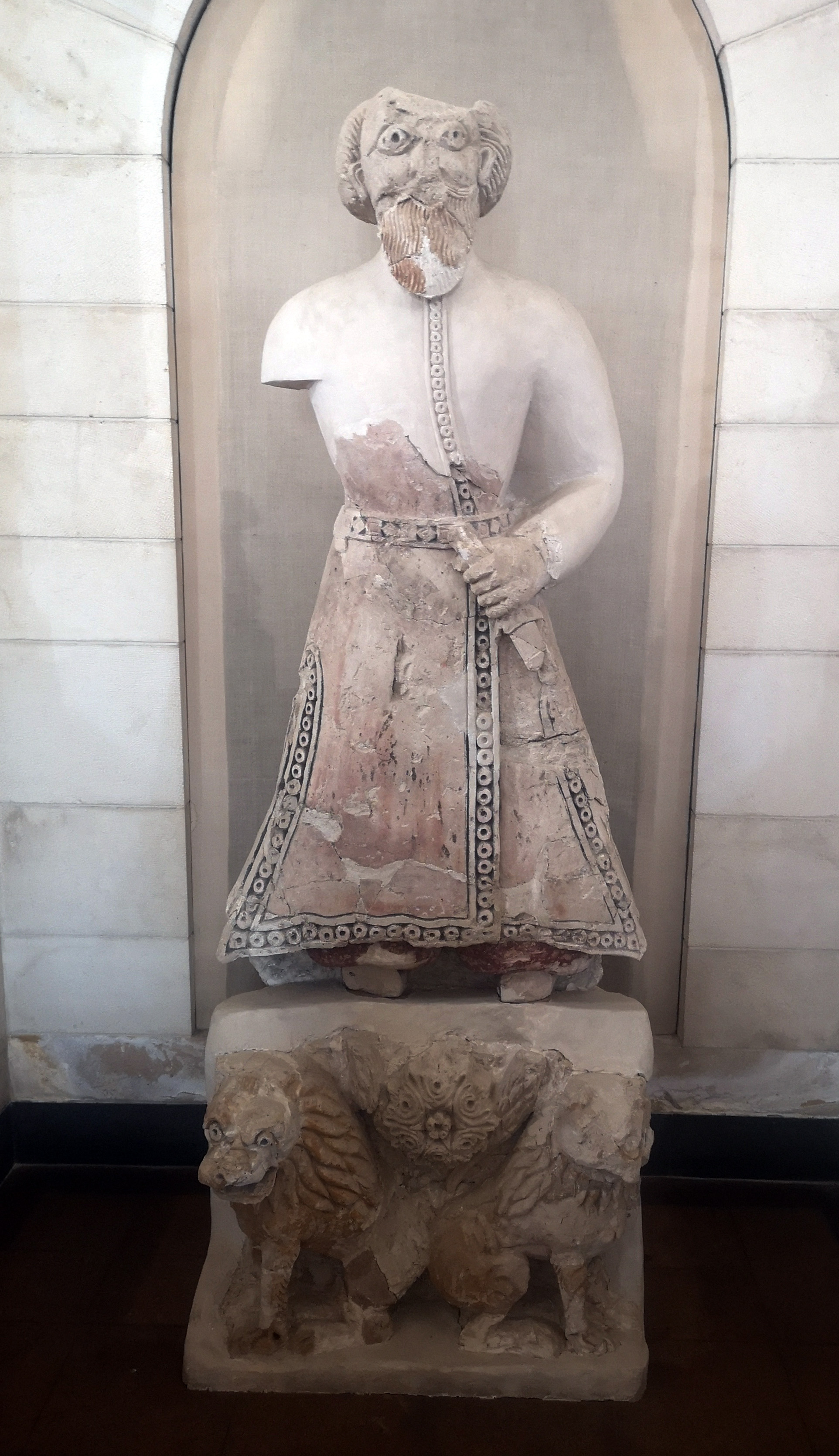
تندیس گچی مکشوفه از کاخ هشام که احتمالاً نمایانگر خلیفه هشام بن عبدالملک یا جانشین او ولید بن یزید است.
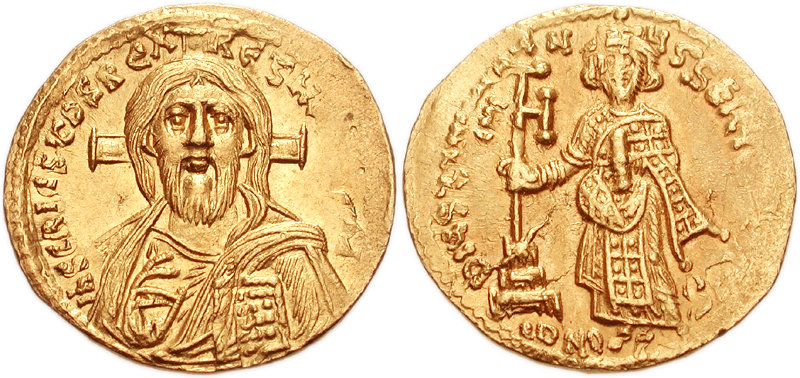
سولیدوس ژوستینین دوم با نقش مسیح